# Sedlo, Kobarid
Sedlo je naselje v Občini Kobarid.